# Ярівська сільська рада (Тарутинський район)
Ярівська сільська́ ра́да — адміністративно-територіальна одиниця та орган місцевого самоврядування в Тарутинському районі Одеської області. Адміністративний центр — село Ярове.

## Загальні відомості
Ярівська сільська рада утворена в 1934 році.
- Територія ради: 104,06 км²
- Населення ради: 1 832 особи (станом на 2001 рік)
- Територією ради протікає річка Киргиж

## Населені пункти
Сільській раді підпорядковані населені пункти:
- с. Ярове
- с. Малоярославець Перший

## Населення
Згідно з переписом УРСР 1989 року чисельність наявного населення сільської ради становила 2033 особи, з яких 962 чоловіки та 1071 жінка.
За переписом населення України 2001 року в сільській раді мешкало 1826 осіб.

### Мова
Розподіл населення за рідною мовою за даними перепису 2001 року:
| Мова       | Відсоток |
| ---------- | -------- |
| болгарська | 62,94 %  |
| російська  | 14,03 %  |
| молдовська | 13,81 %  |
| українська | 7,64 %   |
| гагаузька  | 0,66 %   |
| вірменська | 0,60 %   |
| білоруська | 0,05 %   |
| інші       | 0,27 %   |

## Склад ради
Рада складається з 16 депутатів та голови.
- Голова ради: Топал Лариса Федорівна
- Секретар ради: Топал Мотрона Василівна

### Керівний склад попередніх скликань
| Прізвище, ім'я, по батькові   | Основні відомості                                                             | Дата обрання | Дата звільнення |
| ----------------------------- | ----------------------------------------------------------------------------- | ------------ | --------------- |
| Бахчиванжи Микола Георгійович | Сільський голова, 1951 року народження, член Народної партії                  | 26.03.2006   | 20.03.2009      |
| Узун Дмитро Дмитрович         | Сільський голова, 1960 року народження, безпартійний                          | 21.06.2009   | 31.10.2010      |
| Топал Лариса Федорівна        | Сільський голова, 1976 року народження, освіта вища, член партії Єдиний Центр | 31.10.2010   |                 |

Примітка: таблиця складена за даними сайту Верховної Ради України

### Депутати
За результатами місцевих виборів 2010 року депутатами ради стали:

#### За суб'єктами висування
| Суб'єкт висування | Кількість обраних депутатів | %    |
| ----------------- | --------------------------- | ---- |
| Самовисування     | 14                          | 87,5 |
| Партія регіонів   | 2                           | 12,5 |

#### За округами
| № округу        | Прізвище, ім'я, по батькові  | Дата визнання обраним | Освіта  | Партійна приналежність | Відомості про обраного депутата                                                     |
| --------------- | ---------------------------- | --------------------- | ------- | ---------------------- | ----------------------------------------------------------------------------------- |
| Партія регіонів |                              |                       |         |                        |                                                                                     |
| 7               | Топал Мотрона Василівна      | 04.11.2010            | вища    | член Партії регіонів   | Ярівська сільська рада, спеціаліст 2-й категорії                                    |
| 14              | Гріцев Петро Петрович        | 04.11.2010            | вища    | член Партії регіонів   | приватний підприємець                                                               |
| Самовисування   |                              |                       |         |                        |                                                                                     |
| 1               | Кічук Прасковія Миколаївна   | 04.11.2010            | вища    | позапартійна           | Тарутинкий РЦ СССМ, керівник філії                                                  |
| 2               | Делік Надія Миколаївна       | 04.11.2010            | вища    | позапартійна           | сільськогосподарський виробничий кооператив «Яровський», головний бухгалтер         |
| 3               | Топал Олександр Никонович    | 04.11.2010            | середня | позапартійний          | сільськогосподарський виробничий кооператив «Яровський», тракторист                 |
| 4               | Недова Євдокія Георгіївна    | 04.11.2010            | вища    | позапартійна           | навчально-виховний комплекс «Загальноосвітня школа І-ІІІ ст.» с. Ярове, вчитель     |
| 5               | Фучіджи Георгій Петрович     | 04.11.2010            | вища    | позапартійний          | сільськогосподарський виробничий кооператив «Яровський», начальник цеху механізації |
| 6               | Кравчук Вітольд Анатолійович | 04.11.2010            | вища    | позапартійний          | сільськогосподарський виробничий кооператив «Яровський», електрік                   |
| 8               | Топал Федір Афанасійович     | 04.11.2010            | середня | позапартійний          | сільськогосподарський виробничий кооператив «Яровський», слюсар                     |
| 9               | Деде Сергій Васильович       | 04.11.2010            | вища    | позапартійний          | тимчасово не працює                                                                 |
| 10              | Дойжа Георгій Іванович       | 04.11.2010            | вища    | позапартійний          | сільськогосподарський виробничий кооператив «Яровський», головний агроном           |
| 11              | Гердєва Марія Василівна      | 04.11.2010            | вища    | позапартійна           | сільськогосподарський виробничий кооператив «Яровський», бухгалтер                  |
| 12              | Реул Галина Іванівна         | 04.11.2010            | вища    | позапартійна           | навчально-виховний комплекс «ЗОШ І-ІІ ст.» с. М.Ярославець, директор школи          |
| 13              | Плєтос Олександр Григорович  | 04.11.2010            | вища    | позапартійний          | приватний підприємець                                                               |
| 15              | Мельник Дмитро Миколайович   | 04.11.2010            | вища    | позапартійний          | приватний підприємець                                                               |
| 16              | Чеботарь Георгій Антонович   | 04.11.2010            | вища    | позапартійний          | Тарутинський сирзавод, заготівельник                                                |